# Geschichte der Stadt Andernach

Wappen von Andernach

Die Geschichte der Stadt Andernach umfasst die Entwicklungen auf dem heutigen Gebiet der Stadt Andernach von der ersten Besiedlung bis zur Gegenwart.

## Vor- und Frühgeschichte

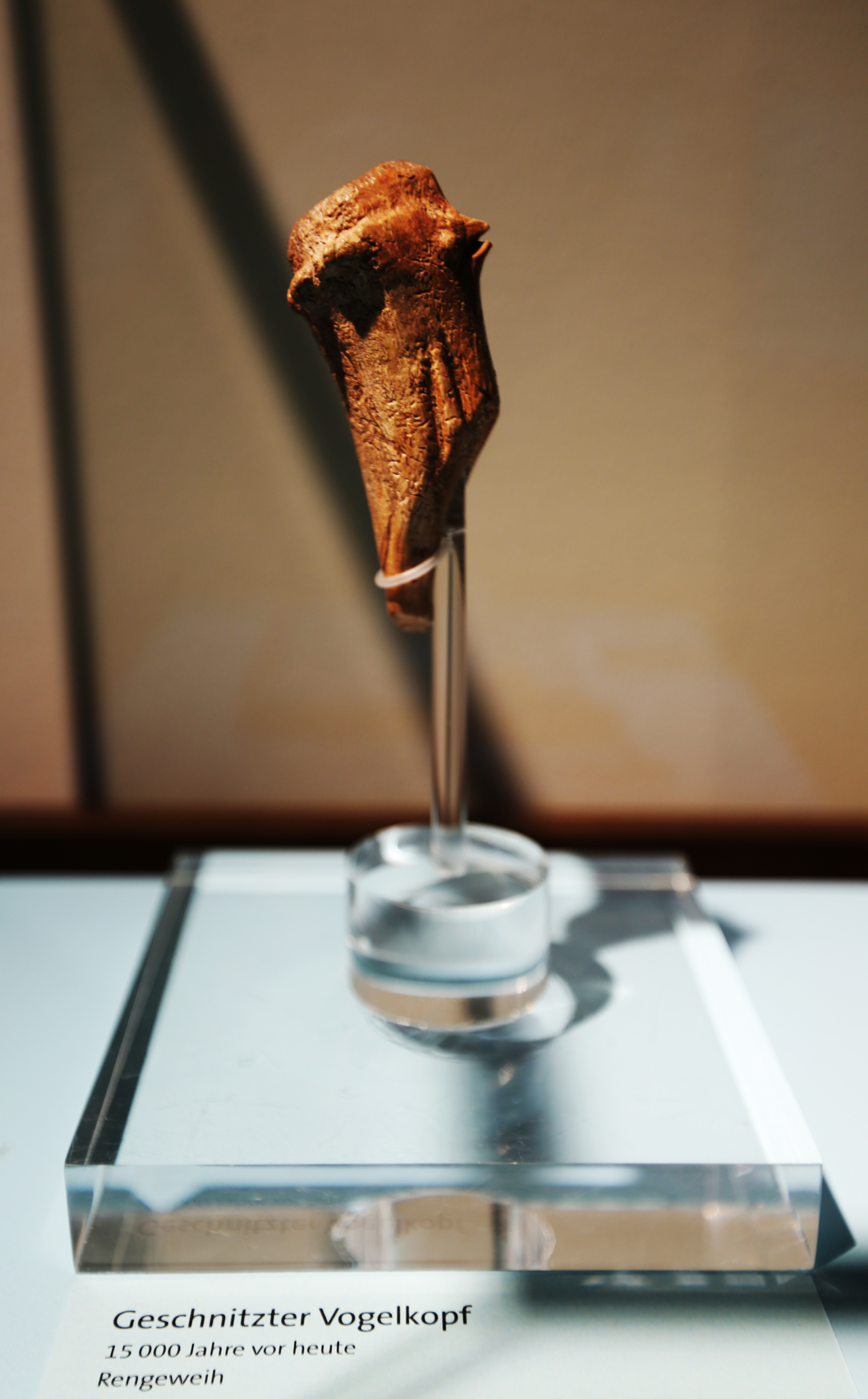
Andernacher Fund aus der letzten Kaltzeit

Die Siedlungsgeschichte des Andernacher Raumes umfasst etwa 500.000 Jahre. Im Stadtteil Miesenheim (Fundstelle „Miesenheim I“) fanden sich Tierknochen und Steinwerkzeuge aus dem Altpaläolithikum, mit einem Alter von fast 600.000 Jahren. Sie wurden in Monrepos erforscht.
Am Ende der letzten Kaltzeit, also vor etwa 15.000 Jahren, siedelten sich erneut Menschen an. Andernach und das gegenüber auf der anderen Rheinseite befindliche Gönnersdorf gehören zu den wichtigsten Fundplätzen dieser Zeit (siehe auch Venusfigurinen von Andernach). Sie werden von Monrepos erforscht. Die wichtigsten Fundstücke aus dieser Zeit sind ein Vogel, geschnitzt aus der abgeworfenen Stange eines Rentiers, Tier- und Menschendarstellungen auf Schieferplatten sowie Frauenstatuetten aus Elfenbein.
Aus der Jungsteinzeit, also der Zeit ab etwa 5000 v. Chr. finden sich Spuren der Bandkeramiker, der Michelsberger Kultur und der Rheinischen Becherkultur. Zur Zeit der Urnenfelderkultur ab etwa 1300 v. Chr. lässt sich für das gesamte Neuwieder Becken eine relativ dichte Besiedlung nachweisen.
Abgelöst wurde die Urnenfeldkultur durch die eisenzeitliche Hunsrück-Eifel-Kultur, die von 600 v. Chr. bis 250 v. Chr. dauerte. Deren jüngerer Abschnitt wird der La-Tène-Kultur zugerechnet, deren Träger die Kelten waren. Im Zentrum der Altstadt kann spätestens aus dem 3. Jahrhundert v. Chr. eine Siedlung der La-Tène-Zeit nachgewiesen werden.

## Römerzeit

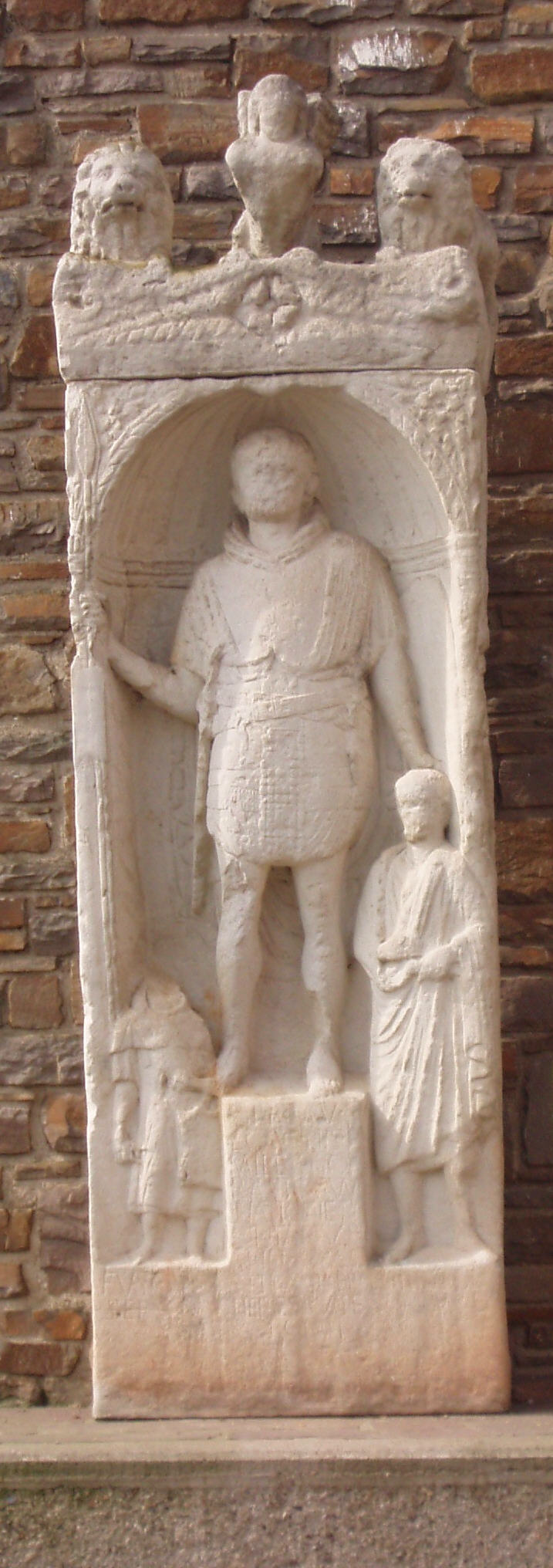
Römischer Grabstein

Andernach gilt als eine der ältesten römischen Siedlungen Deutschlands. Bereits im Gallischen Krieg ließ Gaius Iulius Caesar 55 v. Chr. in der Nähe von Andernach zwischen dem heutigen Weißenthurm und Neuwied in nur zehn Tagen eine Rheinbrücke bauen. 53 v. Chr. wiederholte er diese Leistung oberhalb von Urmitz. Die Siedlung Antunnacum ist eine vorrömische Gründung. In spätaugusteischer/tiberischer Zeit (ab ca. 20 n. Chr.) wurde dort ein römisches Kastell errichtet. Zeitweilig war eine Räterkohorte im Kastell stationiert (Kopie des Firmus Grabsteins im Stadtmuseum). Nach dem Bataveraufstand begann Kaiser Titus Flavius Domitianus mit dem Bau des Limes, der für zwei Jahrhunderte Frieden schuf. Es entstand eine offene Siedlung mit einem Hafen, in dem Mühlsteine aus Basalt und Tuffsteine aus den Steingruben bei Mayen und der Pellenz verladen wurden. Etwa um 260 durchbrachen die Franken den Limes, was die Römer zur Preisgabe des rechten Rheinufers zwang. Es wurde nun notwendig, die bis dahin offenen Städte am Rhein zu befestigen. Es kam jedoch immer wieder zu Germaneneinfällen, bei denen auch Andernach zerstört wurde. 359 wurde die Stadt durch den römischen Kaiser Julian ein letztes Mal neu befestigt. Zu dieser Zeit hatte das Kastell vier Tore und 14 Rundtürme, einer zwischen Westtor (Kölner Tor, auf der heutigen Hochstraße) und Rhein vor dem heutigen Runden Turm, vier weitere an der Westseite südlich des Westtors einschließlich eines Eckturms, daneben zwei an der Südseite bis zum Südtor (südliche Kirchstraße), sechs weitere Türme bis zum Osttor (Hochstraße/Schaarstraße) entlang der Südostmauer und ein weiterer Turm zwischen Osttor und Rhein. Die Nordseite wies neben dem Nordtor (nördliche Kirchstraße) keine Türme auf. In der notitia dignitatum wird Andernach als Kastell bezeichnet, in dem eine Abteilung der legio Acincensis stationiert war. 395 konnte Stilicho noch einmal die Rheingrenze in voller Länge sichern, musste dann aber die Legionen zum Schutz Italiens abziehen. Die rheinischen Gebiete wurden den Franken überlassen, die spätestens mit dem Sieg des Frankenkönigs Chlodwig I. über den letzten römischen Heermeister Syagrius im Jahr 486 unbestritten die neuen Herren waren.

## Mittelalter

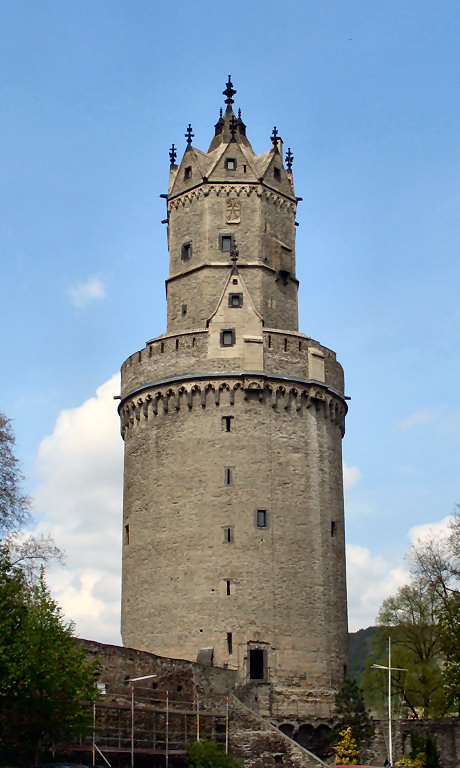
Der „Runde Turm“, Wahrzeichen der Stadt, von Südsüdosten aus gesehen

Zur Zeit der Merowinger gehörte Andernach zunächst zu Austrasien und wurde Königssitz. Venantius Fortunatus, der in Metz am Hofe von König Sigibert I. lebte, berichtet in seinem Gedicht De navigio suo („Über seine Schiffsreise“) aus dem Jahre 588 von einer Fahrt die Mosel hinab nach Andernach und Leutesdorf mit dem jungen Merowingerkönig Childebert II. (570–595). Die Königsburg (lat. villa regia) dürfte an der Stelle der römischen Kommandantur (am Merowingerplatz zwischen römischem Nord- und Osttor) gelegen haben (bis 2008 Gelände der Firma Weissheimer). König Dagobert I. hielt sich oft in der Andernacher Residenz auf. 859 trafen sich die Könige Karl II. der Kahle, Ludwig II. der Deutsche und Lothar II. auf der Rheininsel „Krumme Werth“ – heute Halbinsel – Namedyer Werth, um über ein größeres Treffen zu beraten. Nachdem unter den Karolingern Austrasien und Neustrien vereinigt wurden, wurde Andernach eine der königlichen Pfalzen. Im Vertrag von Meersen fiel Andernach 870 dann an Ludwig II. den Deutschen und wurde so Teil des entstehenden deutschen Reiches.
Nach dem Tode Ludwigs im Jahre 876 verlangte Karl II. der Kahle, der Herrscher des Westreiches, von Ludwig III. die Herausgabe der linksrheinischen Gebiete und begann mit der militärischen Eroberung. Zwischen Andernach und Kettig kam es im selben Jahr zu einer Schlacht (→ Schlacht bei Andernach), bei der Karl der Kahle vernichtend geschlagen wurde und die Zugehörigkeit Andernachs zum Ostreich sichergestellt wurde, aus dem sich das Heilige Römische Reich entwickelte.
In den Jahren 882 und 883 wurde die Stadt während der Raubzüge der Wikinger in den Rheinlanden dreimal gebrandschatzt. Die Normannen überfielen zudem das Suburbium sowie die Klöster und Kirchen außerhalb der Stadt – darunter auch die Abtei St. Stephan aus dem 7. Jahrhundert. Damit endete auch die seit 866 bestehende jahrelange Handelsbeziehung mit Haithabu.
Herzog Giselbert von Lothringen und Herzog Eberhard von Franken, die Führer des großen Aufstandes gegen König Otto I., verlieren gegen die konradinischen Gefolgsleute Ottos I. Konrad Kurzbold und Udo am 2. Oktober 939 bei Andernach Schlacht und Leben (→ Schlacht bei Andernach).
In den folgenden Jahrhunderten geriet Andernach in den Gegensatz der beiden Erzstifte Köln und Trier, die beide versuchten, die reichsunmittelbare Stadt unter ihre Herrschaft zu bekommen. Im Zuge der Auseinandersetzungen wurde 1114 unter anderem der alte Königshof vernichtet.

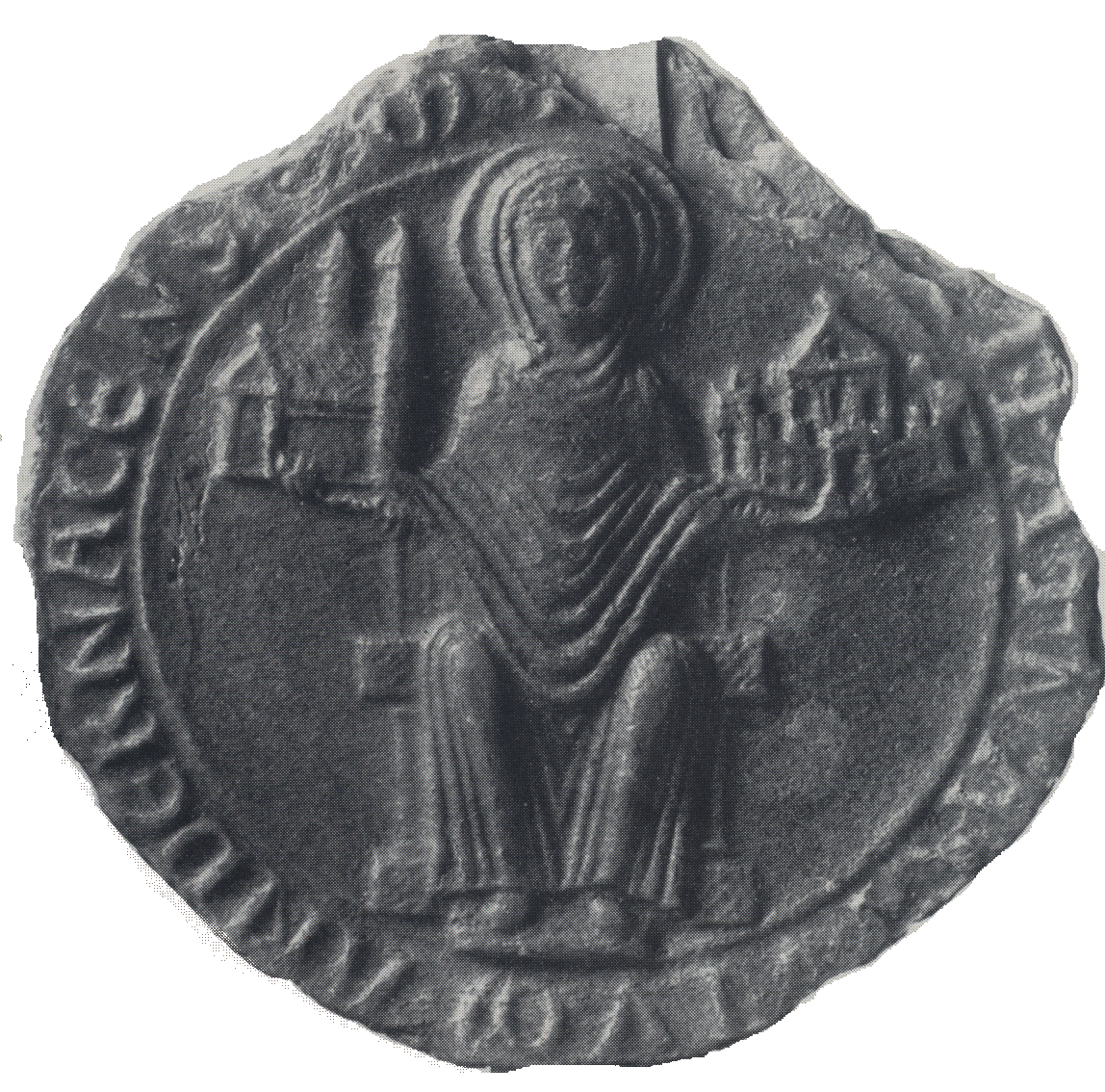
Stadtsiegel wohl 12. Jh.: MAT(ER) DEI PAT(RO)NA CIVIUM ANDERNACENSIUM

Am 1. August 1167 konnte das Erzstift Köln sich durchsetzen. Aus Dankbarkeit für den Sieg bei Tusculum schenkte Kaiser Friedrich I. die Herrlichkeit und den Reichshof Andernach mit Münz- und Zollrecht an seinen Reichskanzler und Erzbischof von Köln Rainald von Dassel. Sofort nach der Schenkung wurde die im Gebiet von Andernach liegende und zerstörte Burg Rheineck zur Absicherung der Schenkung durch das Erzstift Köln wieder aufgebaut um einen erneuten Zugriff auf die Burg durch die Pfalzgrafen bei Rhein zu verhindern. Für die Leitung der Burg ernannten die Kölner Fürsterzbischöfe anfangs nicht erbberechtigte Burggrafen.
Durch die Machtübernahme im Bereich Andernach geriet die Stadt nun unmittelbar in die Auseinandersetzung um den deutschen Königsthron zwischen Otto IV.  aus dem Hause der Welfen und Philipp aus dem Hause der Staufer, der 1198 die Stadt eroberte und in Brand stecken ließ. Dabei wurde auch die alte Stadtkirche bis auf den heutigen Glockenturm vernichtet. 1194 hatte Kaiser Heinrich VI. sie dem Trierer Erzbischof Johann I. geschenkt, was diesen zu einem größeren Neubau der Bischofskirche veranlasste (1198–1220). Andernach gehörte weltlich zum Erzstift Köln, unterlag aber der geistlichen Jurisdiktion des Erzbischofs von Trier.

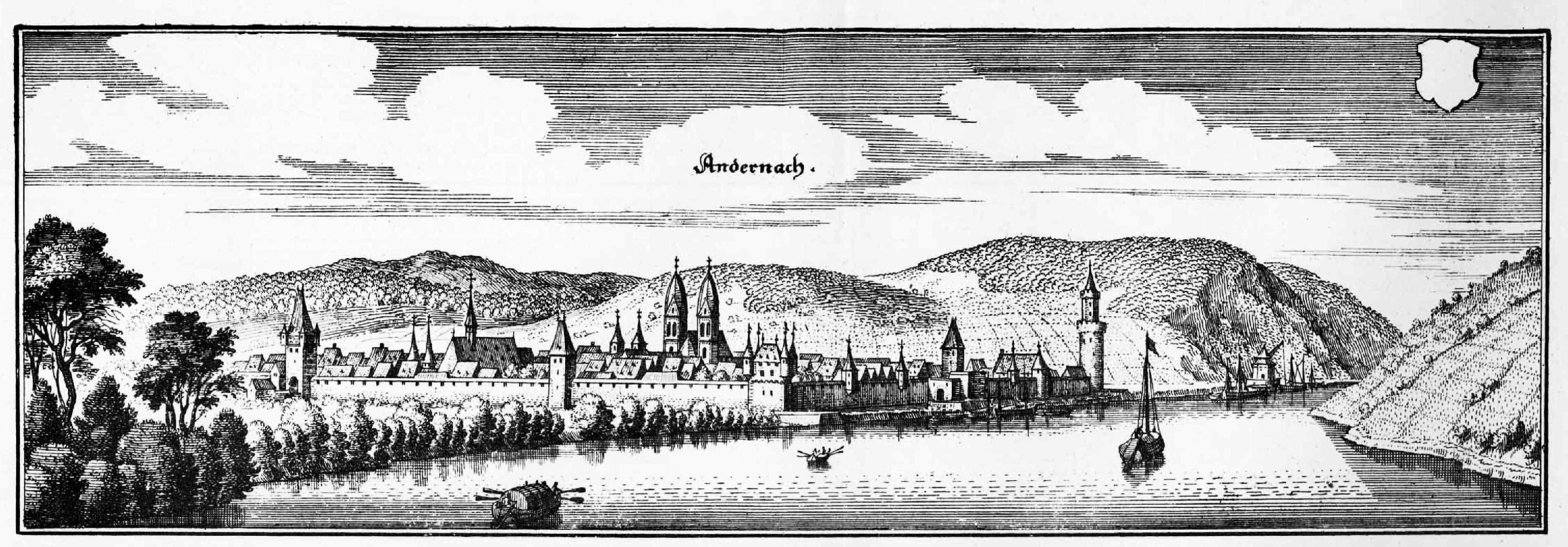
Stich von Matthäus Merian von 1646

In den folgenden Jahren wuchs die Stadt beständig, so dass die römischen Stadtmauern zum Teil niedergelegt und die Stadt nach Osten erweitert wurde. An der Südostecke schloss sich die Burg des Kölner Landesherrn als separate Wehreinheit an die Stadtmauer an. Sie hatte ein eigenes Tor nach draußen (Südostecke, gegenüber der Salierstraße) und eines in die Stadt (Hochstraße). Die vollständige mittelalterliche Wehranlage sicherte die Stadt mit fünf Doppeltoren – Kölnpforte (Coellenporzen) im Westen, Kirchpforte (Kirchporzen) im Süden, Schafpforte (Schafporzen) im Süden, Burgpforte (Burgporzen, Koblenzer Tor, mit Zugbrücke) im Osten und Kornpforte (Korenporzen, Rheintor) im Norden als Haupttore und fünf kleinere Pforten, von Ost nach West: Schreiberspforte, Moerspforte, Neupforte (östlich der Kornpforte), Fischpforte, Trierpforte (nahe dem Runden Turm) in der Rheinmauer mit benachbarten Wehrerkern – sowie mit 15 Türmen: Bergfried, Pulverturm – beide zur Burg gehörig, 10 Halbrundmauertürmen (vier an der Westmauer, sechs an der Südmauer), Zollturm (Nordostecke), Bürgerturm (rechteckiger Mauerturm an der Ostmauer), Runder Turm (Haupt- und Wartturm der Stadtmauer seit 1453 an der Nordwestecke), sowie mit einem 30 Meter breiten und 5 Meter tiefen Graben auf der Landseite vom Zollturm bis hinter das Kölner Tor. Die Kirchpforte besaß ein eigenes, zweischenkliges Vorwerk (Ravelin) und war als Doppeltor mit zwei Torhäusern errichtet, dem hinteren in der Mauerflucht, dem vorderen unmittelbar am Stadtgraben vor der Mauer mit Brücke – beide mit einer Doppelmauer verbunden. Die Kornpforte hatte ebenfalls zwei Torhäuser, einem hinter der Mauerflucht und ein zweites, als gewaltiges, angebautes Vorwerk mit Seitenvorwerken (Vorbauten) nach Osten parallel zur Mauer und nach Westen ausgeführt. Darüber lief auch der Zugang zur Stadt, wie auf einem Stich von Matthäus Merian von 1646 deutlich zu sehen ist. Das Vorwerk selbst endete unmittelbar am Rheinufer, das damals nahe der Stadtmauer verlief, so dass ein Zutritt von Norden so nicht möglich war. Das Ufer vor der Mauer diente bis zum Krahnen als Hafen. Besonders der Bereich am Rhein unterlag im Laufe der Zeit starken Veränderungen. In dieser Zeit beherbergte Andernach mehrere Klöster, neben dem Minoritenkloster nahe der Burg die Propstei des Benediktiner-Klosters Malmedy-Stablo mit Klosterkirche nahe der Schaarstraße, entstanden aus dem merowingischen Königshof, und später das Annunziatenkloster seit 1652 im Osten der Stadt nahe dem heutigen Museum. Außerhalb lagen St. Thomas im Südosten der Stadt und auf dem Martinsberg St. Martin.
Spätestens seit Anfang des 14. Jahrhunderts besaß Andernach eine eigene Währung, die auch in der Eifel, als reguläres Zahlungsmittel benutzt wurde.
Bis 1349 war eine Judengemeinde in der Stadt nachweisbar, deren Wohngebiet vermutlich südlich des Marktplatzes westlich der Schafbachstraße und großteils zwischen heutiger Eisen- und Kramgasse zum Markt hin anzusiedeln ist. Ein nicht mehr vorhandener Halbrundturm der südlichen Stadtmauer zwischen Kirchpforte und Schafspforte wurde Judenturm genannt. Ihre Synagoge, stand zur Eisengasse hin, südlich des Areals des Historischen Rathauses (heutiges Foyer) mit Judenbad (Mikwe, s. u.) und großer Backstube. Infolge der Judenpogrome, ausgelöst durch die große Pestepidemie, die sich 1347 von Süditalien aus über fast ganz Europa ausbreitete, wurde die Judengemeinde 1349 aus der Stadt getrieben. Ende des 14. Jahrhunderts (1381) ist eine zweite Judengemeinde bekundet. Da die erste Synagoge samt Grundstücken in christliche Hände übergegangen war, hatte die neue Gemeinde keinen nachgewiesenen Synagogenbau, sondern feierten ihre Zusammenkünfte vermutlich in einem Wohnhaus. Gegen Mitte des 15. Jahrhunderts musste auch die zweite Judengemeinde die Stadt verlassen. Obwohl vereinzelt Juden im Stadtgebiet wohnten, konnte sich erst wieder im 19. Jahrhundert nach 1860 eine dritte Judengemeinde an anderer Stelle in der Stadt etablieren.
Zur selben Zeit verschärften sich zunehmend die Gegensätze zwischen dem Landesherrn und den verbündeten Städten Andernach, Bonn, Koblenz und Köln. Als die Andernacher jedoch ohne Rücksprache mit den Verbündeten die Burg stürmten und niederrissen, hielten sich diese zurück und Andernach wurde 1367 von den Truppen des Landesherrn erobert. Zuvor war bereits 1365 der einträgliche Zoll durch Fürsterzbischof Engelbert III. (der aus dem Hause Mark stammte) von Andernach nach Linz verlegt worden. In dieser Zeit verschuldete sich die Stadt stark, was neben anderen der Familie der Geldhändlerin Reynette Bonenfant zu Vermögen verhalf. 1407 wurde erstmals der Rat der Stadt Andernach urkundlich erwähnt. In der zweiten Hälfte des 15. Jahrhunderts wurde Andernach in den Burgundischen Krieg (1474–1477) verwickelt. In der auch „Kölner Stiftsfehde“ genannten Auseinandersetzung unterstützte Andernach mit ca. 150 Büchsenschützen den vom Kölner Domkapitel ernannten erzstiftlichen Administrator Hermann von Hessen (der 1480 selbst Erzbischof von Köln wurde) und Kaiser Friedrich III. aus dem Hause Habsburg gegen den Kölner Fürsterzbischof Ruprecht (der aus dem Hause Rhein stammte) und den von ihm zu Hilfe gerufenen Karl I. den Kühnen, Herzog von Burgund. Als dessen Truppen am 16. Februar 1475, dem Julianentag, aus der mit ihm verbündeten Stadt Linz am Rhein die von den Andernachern errichtete Erdbefestigung bei Kripp mit einer Kanone beschossen, explodierte das Pulvermagazin und tötete fast alle Andernacher Schützen. In Anerkennung für den Blutzoll verlegte der Kaiser im selben Jahr den Rheinzoll nach Andernach zurück und stiftete einen kaiserlichen Altar im Andernacher Mariendom. Drei Wappen (von Andernach, Hermanns IV. von Hessen und Kaiser Friedrichs III.) auf den Gewölbeschlusssteinen erinnern noch heute daran.

## Reformationszeit
Der Beginn des 16. Jahrhunderts war auch in Andernach in vielerlei Hinsicht eine unruhige Zeit. Soziale Spannungen gab es innerhalb der Verwaltung der Stadt. War hier bislang der Adel vorherrschend gewesen, gelang es der Bürgerschaft in den folgenden Jahrzehnten zunehmend, an Einfluss zu gewinnen. 1522 gelang es den Zünften, mit dem „Achterstuhl“ (besser bekannt als der „Achter“) eine dauerhafte Vertretung ihrer Interessen gegenüber dem Rat durchzusetzen.
Die Täufer aus den Niederlanden erregten in der Stadt soziale Unruhen, so dass der Rat strafend gegen sie einschritt. 1543 trat der Kölner Fürsterzbischof Hermann V. (der aus dem Hause Wied stammte) zum Luthertum über, schickte Prediger nach Andernach und verlangte vom Rat deren Anstellung. Nach der Abdankung Hermanns V. im Jahre 1547 gingen dessen Nachfolger gegen die Lutheraner vor, die sich jedoch in der Stadt halten konnten. 1573 überwies Fürsterzbischof Salentin (der aus dem Hause Isenburg stammte und auch in dieses zurückkehrte) dem Rat 1000 Gulden zur Erneuerung der bereits 1433 erwähnten Lateinschule. Der Rat hatte seine Bitte mit dem Wunsch begründet, die Kinder „in der waren rechten catholischen Religion“ zu erziehen. Als 1582 auch der Kölner Fürsterzbischof Gebhard I. (der aus dem Hause der Reichserbtruchsesse von Waldburg stammte) zum Protestantismus übertrat, kam es erneut zu einer für die Altgläubigen bedrohlichen Lage. Der Rat ließ das Kölner Tor schließen. Es kam jedoch zunächst zu keinen Auseinandersetzungen mit dem Erzbischof, der bereits im Jahr darauf abgesetzt wurde und vor seinem Nachfolger Ernst (der aus dem Haus Wittelsbach stammte) in die Niederlande fliehen musste. In der Folge kam es dann aber während des Kölnischen Kriegs (1583–1588), auch Truchsessischer Krieg genannt, zu einem Überfall auf die Stadt durch niederländische Truppen unter dem brabanter Heerführer Olivier van den Tempel. Er war im Auftrag Gebhards aus den Niederlanden an den Rhein gekommen, um dessen Nachfolger Ernst zu bekämpfen und im südlichen Teil des Erzstifts Soldaten zu werben. Der Angriff mittels einer Petarde auf die Kornpforte (Rheintor), die dabei teilweise zerstört wurde, scheiterte am Widerstand der Andernacher Bürger.
Dieser Überfall und die früheren Vorkommnisse von 1365 und 1475 wurden zu Quellen der Bäckerjungensage.

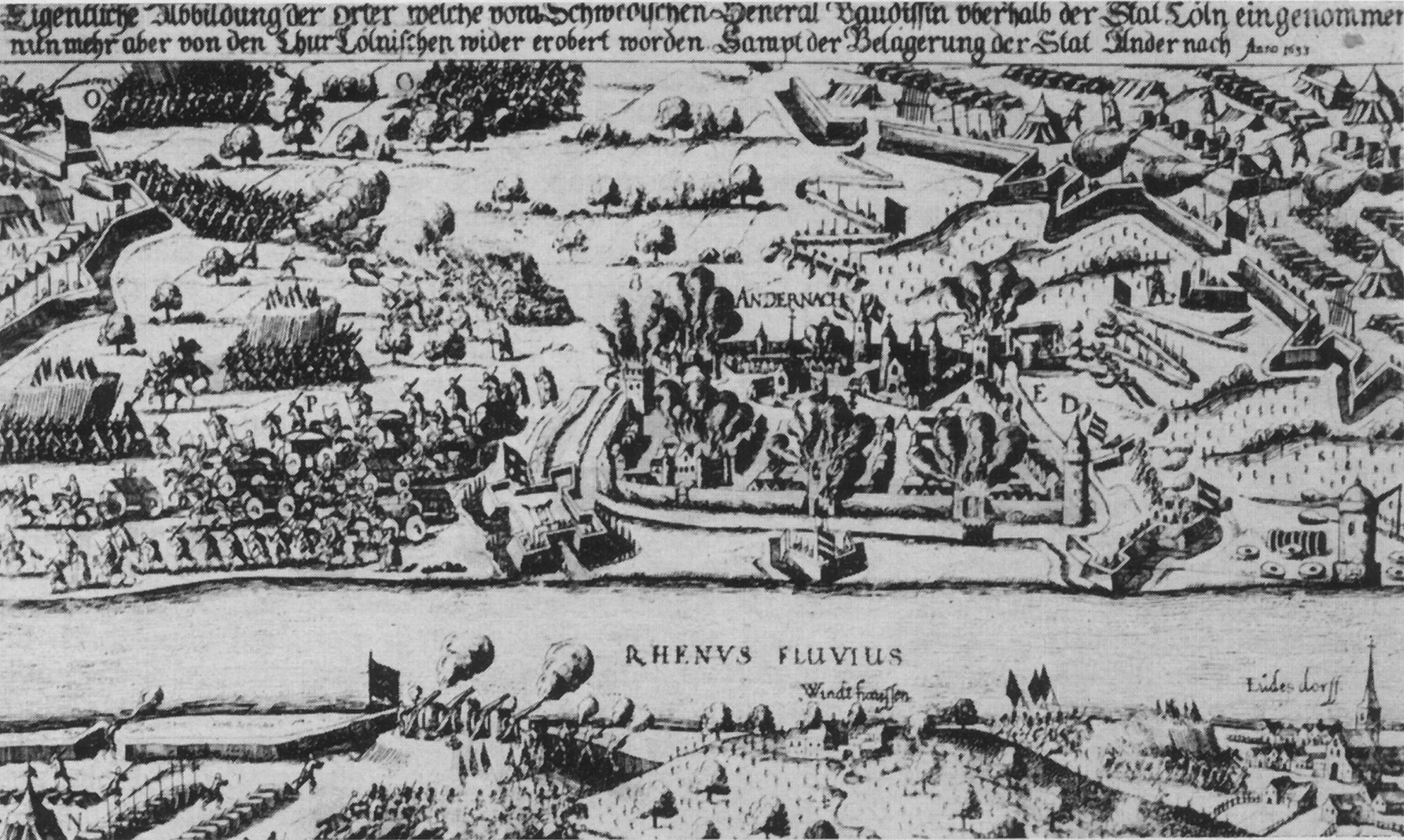
Schwedische Truppen belagern 1632 die Stadt Andernach

## Andernach im Dreißigjährigen Krieg
Während der ersten 14 Jahre des Dreißigjährigen Kriegs blieb Andernach von direkten Kriegseinwirkungen verschont. Dies änderte sich aber, als am 10. November 1632 der schwedische General Wolf Heinrich von Baudissin von der Stadt Unterhaltsleistungen für die schwedische Armee verlangte. Als die Stadt dies nicht sofort zusagte, wurde Andernach in der Nacht vom 16. auf den 17. November 1632 besetzt und ausgeplündert. Als im März 1633 der Graf von Isenburg die Stadt beschoss, zerstörten die Schweden die Befestigungsanlagen, steckten die Stadt in Brand und zogen sich zurück. Als sie am 15. Dezember desselben Jahres erneut versuchten, die Stadt zu besetzen, wurden sie jedoch von den Bürgern der Stadt daran gehindert. Ein letztes Mal geriet die Stadt in Gefahr, als 1646 der französische Marschall Turenne die Stadt 5 Tage lang beschießen ließ, die Belagerung dann aber aufgab, da er auf unerwarteten Widerstand stieß.

## Zerstörung der Stadt 1689

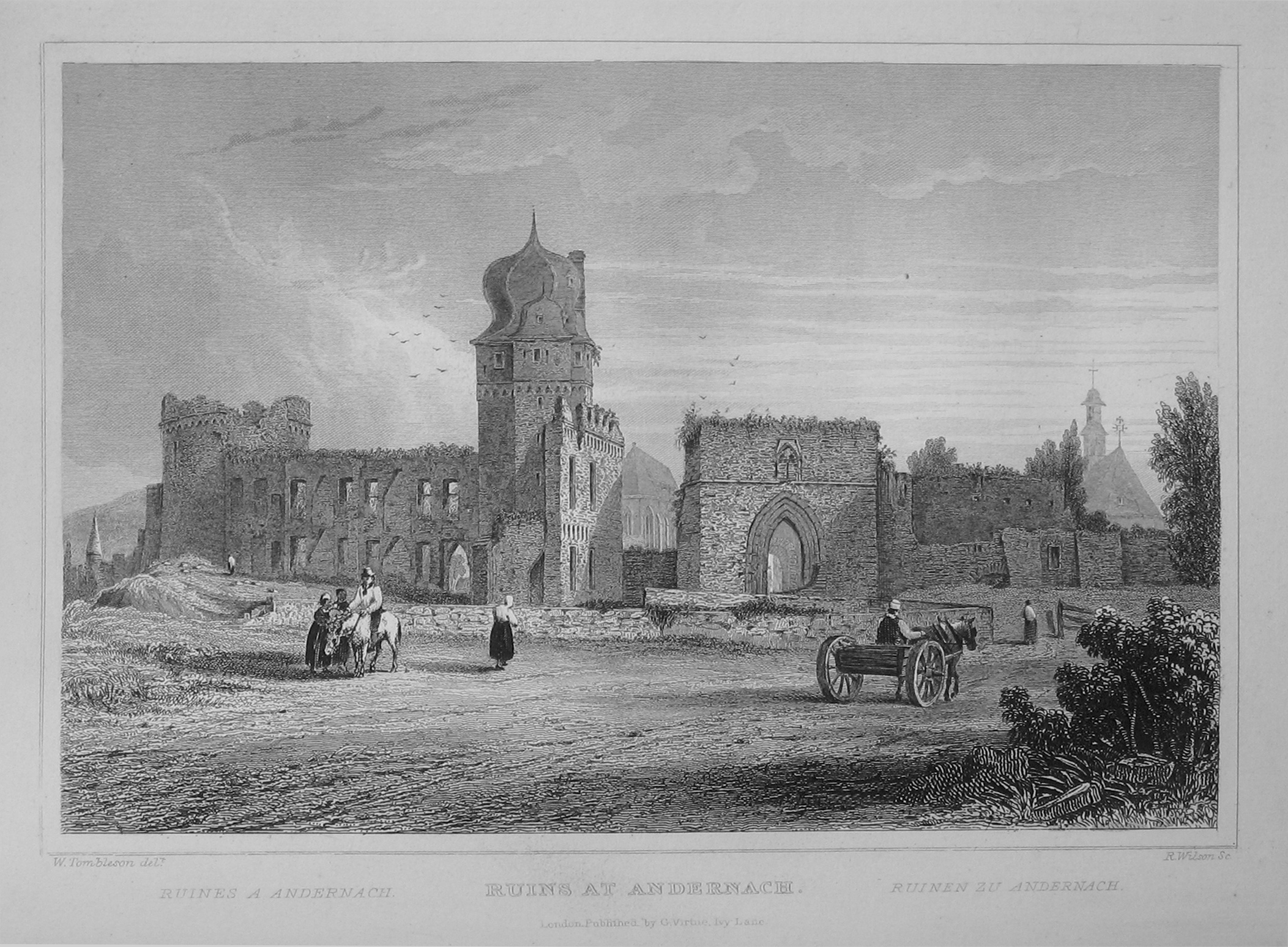
Stich von Ri. Wilson nach Zeichnung von Wm. Tombleson. Ruine der kurkölnischen Burg mit Koblenzer Tor um 1810, dazwischen die ehem. Minoritenkirche St. Nikolaus; re. Hospitalkirche (vorm. Kirche des Annunziatenklosters); li. Dadenbergturm mit Helm, Bergfried mit barocker Haube.

Der Pfälzer Erbfolgekrieg (1688–1697) führte erneut zu schweren Belastungen der Stadt. Im Kampf um das Erzbistum Köln hatte Ludwig XIV. Andernach besetzen lassen. Als Kurfürst Friedrich III. von Brandenburg sich 1689 der Stadt nur langsam aus Richtung Bonn näherte, plünderten die französischen Truppen die Stadt, zerstörten das kurfürstliche Schloss und schleiften alle Befestigungen. Allein der Runde Turm widerstand einem Sprengversuch. Nur ein gewaltiges Loch erinnert heute noch an dieses Ereignis. In der Nacht vom 30. April auf den 1. Mai 1689 wurde die Stadt dann in Brand gesteckt, nachdem alle Löschwerkzeuge vernichtet worden waren. Von 400 Häusern wurden nur 74 verschont.
Das folgende 18. Jahrhundert war zu Beginn geprägt vom langsamen Wiederaufbau der ruinierten Stadt, wobei neue Besatzungen und Truppendurchzüge während des Spanischen Erbfolgekrieges letztlich zu einer völligen Verschuldung und Verarmung der Stadt führten. Die Einwohnerzahl sank deutlich unter 2000 (1790: 1790 Einwohner). Am Ende des Jahrhunderts stand eine Stadt, in der die wirtschaftliche Entwicklung durch mittelalterliche Zünfte und hohe Zölle behindert wurde. Eine allgemeine Unzufriedenheit mit den herrschenden Verhältnissen verbreitete sich unter den Bürgern der Stadt und bereitete den Nährboden für die kommenden Ereignisse – die Französische Revolution und ihre Folgen.

## Französische Zeit

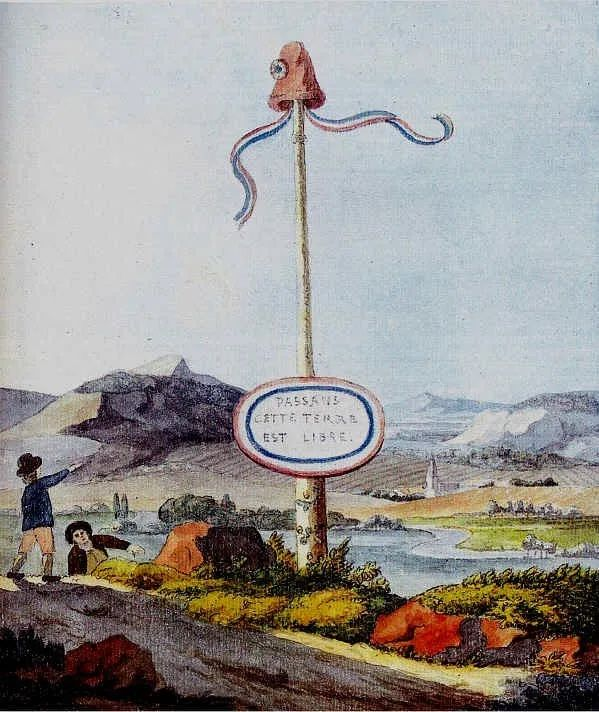
Freiheitsbaum im Rheinland

Im Frieden von Lunéville fiel Andernach am 9. Februar 1801 mit allen linksrheinischen Gebieten an Frankreich. Obwohl diese Periode nur bis 1814 dauerte, fand in dieser Zeit doch eine völlige Umwälzung der gesellschaftlichen und rechtlichen Verhältnisse statt. Die Vorrechte des Adels und der Kirche wurden beseitigt, die noch weitgehend mittelalterliche Verwaltungsstruktur der Stadt aufgehoben.
Dieser Wandel vollzog sich aber nur allmählich. Am 22. Oktober 1794 wurde Andernach von französischen Truppen besetzt. Als aber am 4. Oktober 1797 Andernacher Patrioten einen Freiheitsbaum errichten wollten, wurde dies von der Bürgerschaft verhindert. Auch verweigerten viele alte Beamte der französischen Republik den Treueid. Der von den Franzosen eingesetzte Bürgermeister forderte sogar die Wiedereinsetzung von Adel und Kirche in ihre Besitztümer. Hinter einer revolutionären Fassade blieb also die alte Ordnung zunächst bestehen. Dies ändert sich grundlegend erst mit der Schaffung der Kantonsverwaltung. Zusammen mit 18 umliegenden Gemeinden wurde Andernach zum Kanton Andernach zusammengeschlossen, wobei die Stadt als Kantonshauptort keinerlei Sonderstatus hatte.
Mit dem Verwaltungsgesetz vom 17. Februar 1800 wurde dann die Mairie Andernach geschaffen, zu der neben Andernach die Gemeinden Brohl, Eich, Miesenheim, Namedy und Nickenich gehörten. Mit der Säkularisation der Klöster, Stifte und kirchlichen Körperschaften wurden auch die letzten Reste der alten Ständeordnung beseitigt. In Andernach blieb lediglich der Dom als Pfarrkirche übrig. In der Nacht zum 1. Januar 1814 besetzten russische Truppen Andernach.

## Preußische Zeit

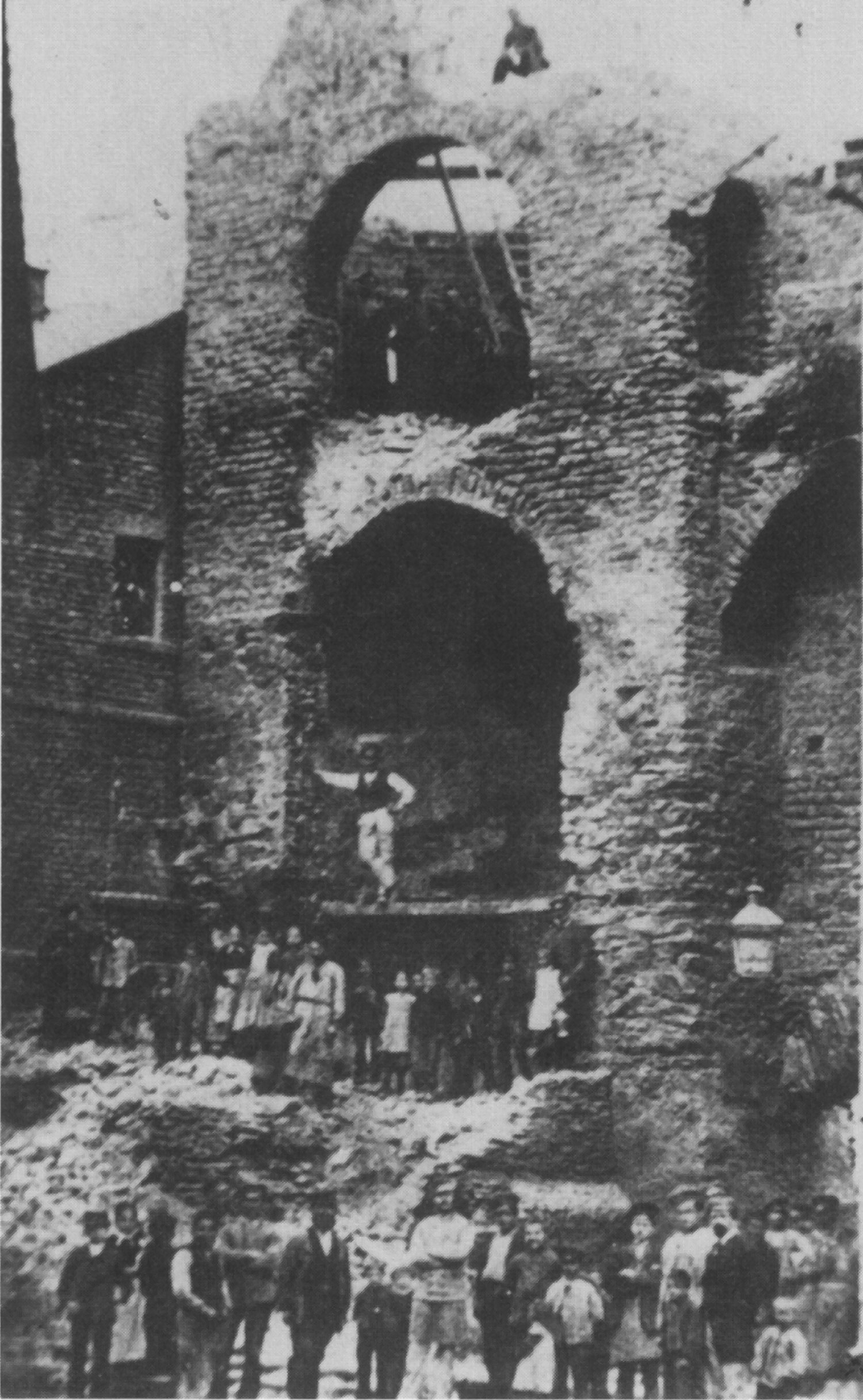
Abriss des Wollgassenturmes (Grabenturms) 1880 für einen besseren Zugang zum Bahnhof

Mit dem Ende des Wiener Kongresses wurde die Stadt dann am 5. April 1815 ein Teil Preußens. Für die Verwaltung der Stadt hatte dies zunächst keine Folgen. 1816 lehnten die rheinischen Städte eine Übernahme der Steinschen Städteordnung ab, da sie hinter die mit der französischen Ordnung erreichten Fortschritte und Freiheiten zurückfiel. Bis zum Inkrafttreten der preußischen Gemeindeordnung für die Rheinprovinz 1845 blieb daher die französische Munizipalverwaltung im Wesentlichen unverändert bestehen. Am 2. März 1857 erhielt Andernach dann durch königliche Kabinettsordre als dritter Ort (mit 143 anderen Städten in den heutigen Bundesländern Nordrhein-Westfalen, Rheinland-Pfalz, Hessen, Saarland und im Nachbarland Belgien) mit der Rheinischen Städteordnung von 1856 – Aachen erhielt sie am 13. Juni 1856 als erste Stadt – wieder ein selbständiges Stadtrecht.
Bis in die 1860er Jahre stagnierte die wirtschaftliche Entwicklung weitgehend. Zwar verlegte die Familie Remy 1797 die Fabrikation von Walzblech von Neuwied nach Andernach, um Zugang zum französischen Markt zu bekommen. Spätestens 1841 wurde die linksrheinische Produktion jedoch wieder eingestellt. Auch andere Industrien wanderten ab oder verschwanden, als die Vorteile der Anbindung an Frankreich endeten. Übrig blieb nur eine leistungsfähige Landwirtschaft.
Es begann aber schon eine Ausdehnung der Stadt. 1819 fiel die Stadtmauer zur Rheinseite. In den folgenden Jahren verschwanden die Tore Richtung Mayen und Köln. 1852 bis 1854 erfolgte der Bau der privatwirtschaftlich finanzierten Mayen-Andernach-Neuwieder Aktienstraße. 1858 erhielt Andernach einen Bahnhof an der neu gebauten Rheintaleisenbahn. Im selben Jahr trennte sich durch den Entscheid vom 6. November 1858 des damaligen Bürgermeisters von Andernach-Land und Andernach-Stadt, Ferdinand-Josef Weygold, verwaltungstechnisch Andernach-Land von der Stadt Andernach (von Heinrich Bynz als Bürgermeister weitergeführt). Es war die Geburtsstunde der heutigen Verbandsgemeinde Pellenz. 1878 bis 1880 erfolgte der Bau der Eisenbahnlinie Andernach–Mayen. Dabei erfolgten weitere Mauerdurchbrüche wie die Niederlegung des Wollgassenturmes (einer der elf Halbrundmauertürme, oft als Grabenturm oder fälschlich als Grabentor – dort gab es kein Tor – bezeichnet) oder der torartige Durchbruch des Ottenturms (Halbrundmauerturm nahe der Burg, eine Zeit lang als Gänsetor bezeichnet).
Langsam kam es zur Ansiedlung neuer Betriebe: 1861 die Trasswerke Meurin, 1864 die Mälzerei Weissheimer, 1865 die Leistenfabrik Wagner. Besonders die Mälzereien entwickelten sich mit 17 Betrieben zur wichtigsten Industriesparte am Ende des 19. Jahrhunderts. Es handelte sich jedoch grundsätzlich um arbeitsintensive Industrien mit geringen Produktivitätszuwächsen.

## Das 20. Jahrhundert

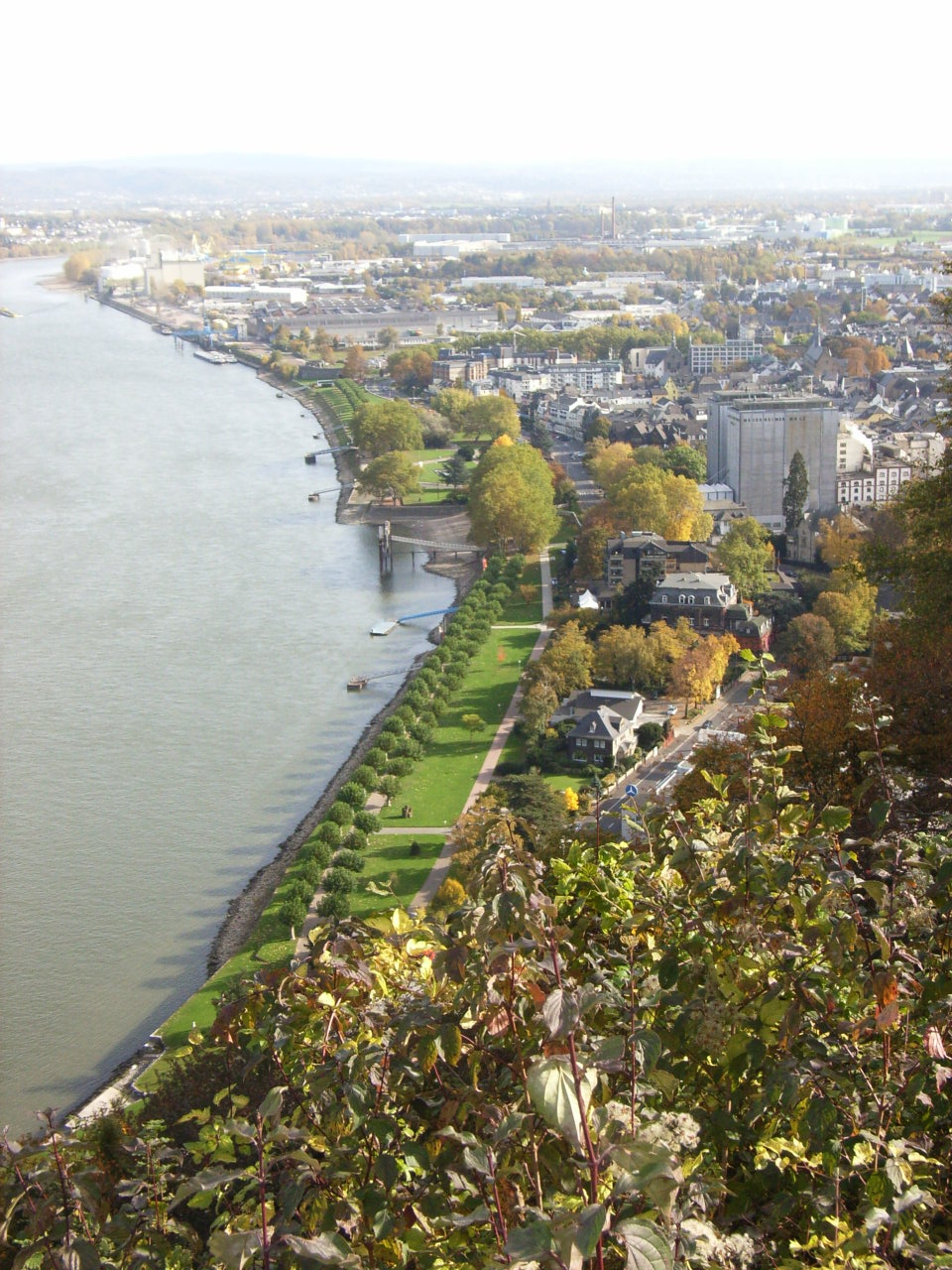
Blick auf die Rheinanlagen vom Krahnenberg aus (Oktober 2005); das markante weiße Weissheimer-Silogebäude rechts im Bild existiert heute nicht mehr

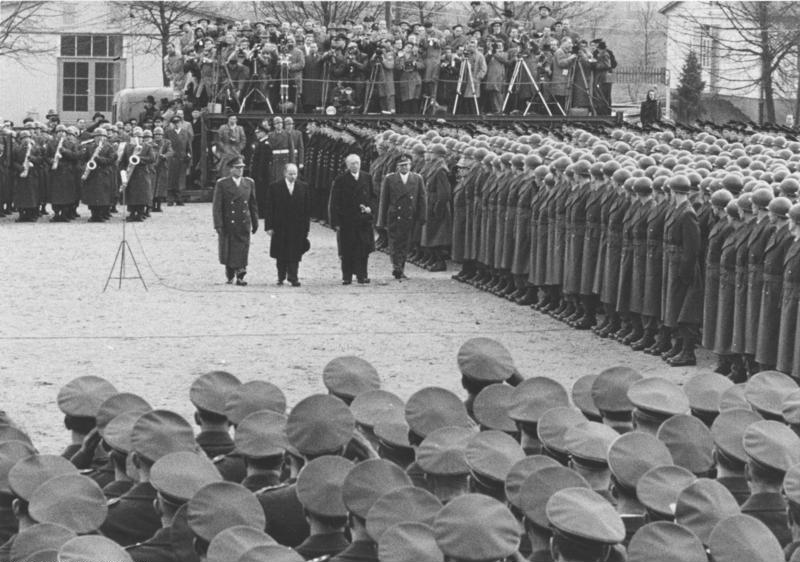
Bundeskanzler Adenauer besucht die Soldaten der neugegründeten Bundeswehr in Andernach 1956

Diese Entwicklung wurde aber dann durch den Ersten Weltkrieg, die bis 1929 dauernde amerikanische und französische Besatzung, durch Inflation und Weltwirtschaftskrise abrupt gestoppt, auch wenn 1921 das Bandstahlwerk Remy, van der Zypen & Co. die Produktion aufnahm. Stärkste Partei ist in den Jahren zwischen 1919 und dem März 1933 das Zentrum. Aber auch die linken Parteien SPD und KPD hatten noch einen großen Wählerstamm. Erst bei den Wahlen im März 1933 wurden die Nationalsozialisten zur zweitstärksten Partei.
1933 kam es dann auch in Andernach zur Machtergreifung durch die Nationalsozialisten. Am 30. Mai 1933 wurde noch die neue Synagoge in der Güntherstraße geweiht, doch auch sie brannte in der Pogromnacht vom 9. auf den 10. November 1938 bis auf die Grundmauern ab. Soweit sie nicht fliehen konnten, wurden die Andernacher Juden verschleppt und bis auf wenige Ausnahmen ermordet. Neben der jüdischen Bevölkerung hatten besonders die Patienten der Heil- und Pflegeanstalt zu leiden. Diese war als Zwischenanstalt Sammelort für den südlichen Teil der Rheinprovinz. Von hier gingen die Transporte nach Hadamar bzw. nach 1941 in den Osten, wo die Patienten als „lebensunwertes Leben“ im Zuge der Euthanasie durch Vergasung ermordet wurden. Ein 1996 von Andernacher Bürgern initiiertes Euthanasie-Mahnmal hinter der Christuskirche – der „Spiegelcontainer“ – erinnert daran.
Während des Zweiten Weltkrieges verloren über 500 Männer, Frauen und Kinder aus Andernach ihr Leben. Die Stadt selbst wurde Ende 1944 und Anfang 1945 durch Luftangriffe in Teilbereichen zerstört – wobei der Altstadtkern aber weitgehend verschont wurde. Am 9. März 1945 rückten amerikanische Truppen in Andernach ein. Auf den Rheinwiesen entstanden große Gefangenenlager für bis zu 40.000 deutsche Soldaten.
Am 10. Juli 1945 übernahmen die Franzosen Andernach von den Amerikanern als Teil ihrer Besatzungszone. Ab dem 30. August 1946 gehörte die Stadt zu dem durch Verordnung der französischen Besatzungsmacht eingerichteten Land Rheinland-Pfalz. In der ersten Stadtratswahl am 25. Oktober 1946 wurde Egon Herfeldt als Kandidat der CDP – einer Vorläuferpartei der CDU – zum Bürgermeister gewählt.
Ab 1949 begann dann auch in Andernach das, was heute als Wirtschaftswunder bezeichnet wird. Neben dem Runden Turm wuchsen die Silotürme der Malzfabrik Weissheimer. Gleichzeitig blühte seit den 1950er Jahren die Bimsindustrie.
Gleichzeitig mussten die Vertriebenen aus den deutschen Ostgebieten als Neubürger integriert werden. Neue Baugebiete wurden erschlossen, ganz neue Stadtbezirke entstanden. Neue Kirchen entstanden: 1954 St. Albert, 1956 St. Peter, 1964 Kreuzkirche und 1968 St. Stephan.
Im Dezember 1955 rückten dann im Zuge der Wiederbewaffnung und der Gründung der Bundeswehr die ersten 240 Soldaten in das ehemalige Luftwaffenlazarett ein, denen im Januar 1956 weiter 1000 folgten. Am 20. Januar 1956 fand die erste offizielle Besichtigung dieser ersten Einheit in der Krahnenberg-Kaserne durch den Bundeskanzler Konrad Adenauer statt. Der insbesondere bei Auslandseinsätzen sehr geschätzte deutsche Radiosender für Bundeswehrangehörige heißt noch heute Radio Andernach.
Zwischen 1965 und 1970 wurde im Osten der Stadt ein neues Hafenbecken gebaut. Im Zuge der Verwaltungsreform 1969/70 wuchs die Stadt durch die Eingemeindung der Orte Namedy (7. Juni 1969), Eich, Kell und Miesenheim (7. November 1970) um 6500 Einwohner. Am 1. Januar 1970 wurde Andernach  auf eigenen Antrag zur Großen kreisangehörigen Stadt erklärt, im April 1970 wurde der neue Rheinhafen eingeweiht und seiner Bestimmung übergeben. 1978/79 wurde die drittletzte Mälzerei Düsterwald und Tillmann samt dem alten Stadthaus abgerissen, um einem Kaufhausgebäude Platz zu machen. Im Februar 1998 folgte als vorletzte Mälzerei die Firma Mengelbier (gegründet 1865) in der Koblenzer Straße gegenüber dem Sportplatz dem Abriss, womit der einstigen Mälzerstadt mit 17 Mälzereibetrieben nur noch eine verblieb.

## Das 21. Jahrhundert
Im Jahre 2001 eröffnete das neue Jugendzentrum Andernach, die neue Grundschule Hasenfänger wurde eingeweiht, und, nach langen behördlichen Verhandlungen, der Welt höchster Kaltwassergeysir (Eintrag im Guinness-Buch der Rekorde) auf dem Namedyer Werth neu erbohrt, um als weiteres Wahrzeichen Andernachs auch Besuchern zugänglich zu sein. In diesem Rahmen entstand am Rhein ein Geysir-Infozentrum. Andernachs Wahrzeichen, der Runde Turm, wurde 2003 550 Jahre alt und erhielt zu diesem Anlass eine aufwendige und umfassende Restaurierung mit Wehrgangsinstandsetzung und Außenwandreinigung. Er steht zu bestimmten Zeiten den Besuchern offen. 2005–2007 erhielt das Stadtmuseum, das über 400 Jahre alte Haus von der Leyen, ebenfalls eine Generalsanierung. 2008 fielen die Weissheimer-Silotürme als letzte Mälzerei (gegründet 1864 als erste Mälzerei der Stadt) nach 144-jährigem Firmenbestehen dem Abriss zum Opfer:

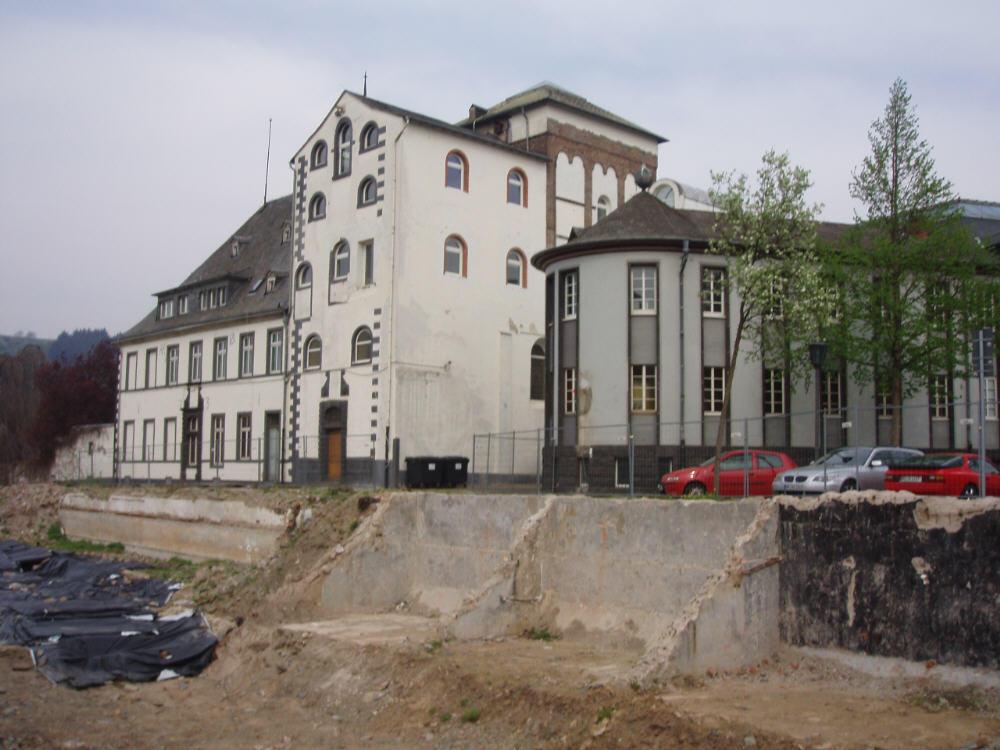
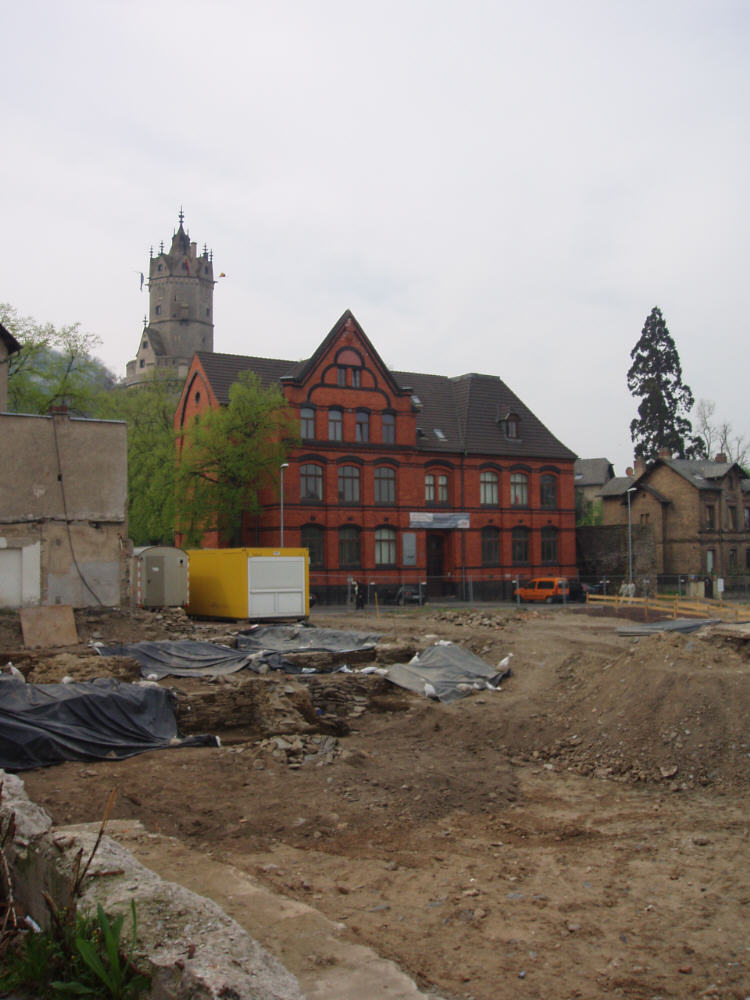
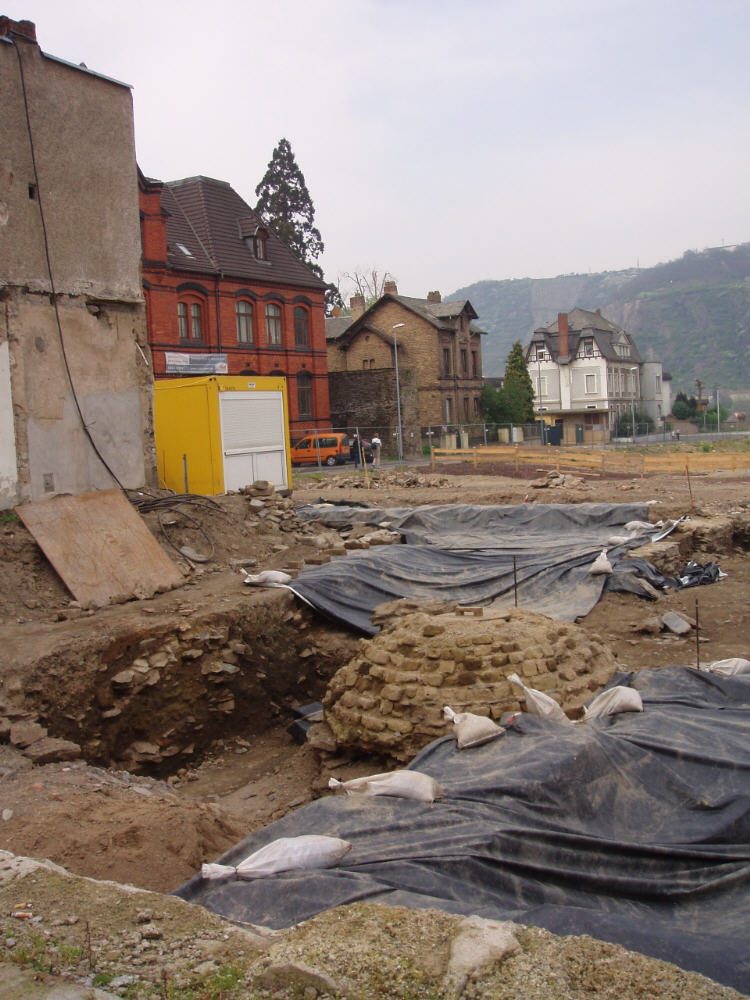
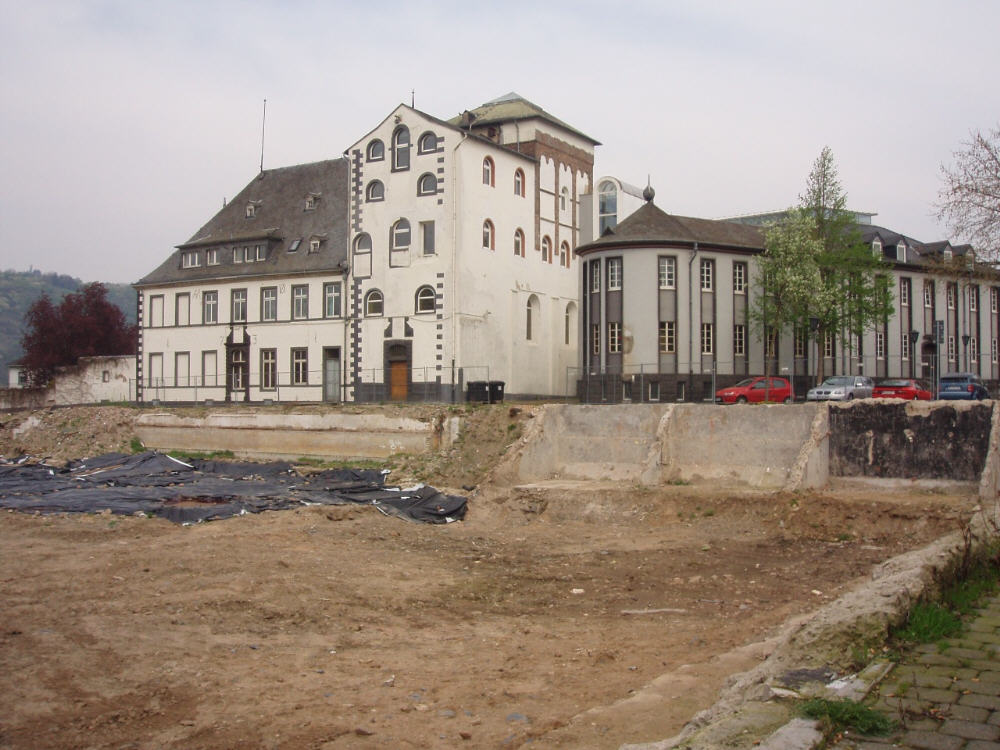

Dabei wurden beträchtliche Funde (Badeanlage, Hafen) aus der Römerzeit entdeckt, womit der archäologische Beweis für die führende Rolle des Andernacher Hafens bereits zur Römerzeit der ersten nachchristlichen Jahrhunderte erbracht wurde.
Seit dem 20. Januar 2009 reiht sich Andernach in die Gruppe der Orte ein, in denen in den Boden eingelassene „Stolpersteine“ (Gedenksteine mit beschrifteter Messingkappe) des Kölner Künstlers Gunter Demnig die Erinnerung an während der NS-Zeit deportierte jüdische Andernacher Bürger wachhalten.